# Theodor Mahlmann
Theodor O. G. S. Mahlmann (* 15. September 1931 in Langholt; † 26. Juli 2011) war ein deutscher evangelischer Theologe und Professor an der Philipps-Universität Marburg.

## Leben
Theodor Mahlmann war der Sohn des Pastors Bernhard Mahlmann († 26. Dezember 1932). Er besuchte das Ernestinum Celle, wo er 1951 das Abitur ablegte. Anschließend studierte er an der Eberhard Karls Universität Tübingen, der Ruprecht-Karls-Universität Heidelberg und der Westfälischen Wilhelms-Universität Münster Evangelische Theologie und Philosophie. Im September 1956 legte er das Erste Theologische Examen ab. 1960 wurde Mahlmann in Münster mit der Schrift Das Axiom des Erlebnisses bei Wilhelm Herrmann zum Dr. theol. promoviert. Bis 1962 war er Stipendiat des Landes Nordrhein-Westfalen. Dann wechselte er als Wissenschaftlicher Assistent an das Seminar für Religionsphilosophie und -geschichte der Theologie der Philipps-Universität Marburg. Dort erlangte Mahlmann 1968 die Venia Legendi im Fach Systematische Theologie.
1971 wurde Theodor Mahlmann zum ordentlichen Professor für Systematische Theologie an der Philipps-Universität Marburg berufen, 1996 wurde er emeritiert. 1971/1972 war er der erste Vizepräsident der Philipps-Universität Marburg nach der Einführung des Präsidialsystems in der Universitätsleitung.
Theodor Mahlmann wurde am 2. August 2011 in Burgdorf BE bestattet.

## Familie
Theodor Mahlmann war seit August 2002 mit der Germanistin und Literaturwissenschaftlerin Barbara Mahlmann-Bauer verheiratet.

## Schriften (Auswahl)

### Als Verfasser
- Das neue Dogma der lutherischen Christologie. Problem und Geschichte seiner Begründung, Gütersloh 1969.
- Personeinheit Jesu mit Gott. Interpretation der Zweinaturenlehre in den christologischen Schriften des alten Brenz, in: Blätter für württembergische Kirchengeschichte 70 (1970),  S. 178–265.
- Art. Chemnitz, Martin, in: Theologische Realenzyklopädie (TRE), Bd. 7, Berlin/New York 1981, S. 714–721.
- Kirche und Wiederbewaffnung, in: Dieter Bänsch (Hg.): Die fünfziger Jahre, Tübingen 1984, S. 90–108.
- Auferstehung der Toten und ewiges Leben, in: Konrad Stock (Hg.): Die Zukunft der Erlösung. Zur neueren Diskussion um die Eschatologie, Gütersloh 1994, S. 108–131.
- Melanchthon als Vorläufer des Wittenberger Kryptocalvinismus, in: Günter Frank/Hermann J. Selderhuis (Hgg.): Melanchthon und der Calvinismus, Stuttgart 2004.
- »Vorreformatoren«, »vorreformatorisch«, »Vorreformation«. Beobachtungen zur Geschichte eines Sprachgebrauchs, in: Günter Frank/Friedrich Niewöhner (Hgg.): Reformer als Ketzer, Stuttgart 2004.
- „Ecclesia semper reformanda“. Eine historische Aufklärung. Neue Bearbeitung, in: Torbjörn Johansson/Robert Kolb/Johann Anselm Steiger (Hgg.): Hermeneutica Sacra. Studien zur Auslegung der Heiligen Schrift im 16. und 17. Jahrhundert. Bengt Hägglund zum 90. Geburtstag, Berlin/New York 2010, S. 381–442.

### Als Herausgeber
- Johannes Brenz: Die christologischen Schriften, 3 Bde., Tübingen 1981.